# María Bertila Boscardin
María Bertila Boscardin (Brendola, 6 de octubre de 1888-Treviso, 20 de octubre de 1922), o según su nombre secular Anna Francesca Boscardin, fue una religiosa católica italiana, miembro de las Hermanas Maestras de Santa Dorotea de Vicenza, venerada como santa en la Iglesia católica.

## Biografía
Anna Francesca Boscardin nació el 6 de octubre de 1888 en la localidad de Brendola, entre Vicenza y Verona (Italia), en el seno de una familia de campesinos pobres, por lo que desde muy pequeña tuvo que trabajar como doméstica para ganarse el sustento de la familia. El párroco intentó meterla en un convento, pero su origen humilde le impedía pagar la dote exigida por las religiosas. Una vez superada las dificultades económicas, Anna Francesca ingresó a la Congregación de Hermanas de Santa Dorotea, en Vicenza y recibió el nombre de María Bertila. Como no había terminado la escuela, la novicia fue destinada a la cocina, en la panadería y en la lavandería. Más tarde, presentando dotes para el servicio a los enfermos, fue enviada a aprender las tareas de enfermera en Treviso, donde las hermanas de Santa Dorotea tenían a su cargo el hospital municipal.
La superiora de turno decidió emplear a María Bertila como ayudante de cocina, de donde no salió, si no hasta después de su profesión. En 1907, pasó a ayudar en el pabellón de los niños diftéricos y, a partir de entonces, vivió consagrada al cuidado de los enfermos. María Bertila contrajo una enfermedad que la atormentó durante los últimos doce años de su vida. A pesar de la enfermedad y de la guerra que se desencadenó hacia 1915 en Treviso, Bertila siguió atendiendo a los enfermos. Su dedicación le costó de nuevo las críticas de la superiora, quien la llevó a trabajar en la lavandería. Al terminar su labor, regresó a trabajar en el hospital de Treviso, donde atendía el pabellón de los niños infectados. Allí mismo, luego de un intervento quirúrgico, María Bertila murió el 20 de octubre de 1922.

## Culto
Poco después de su muerte, la santidad de María Bertila se expandió por toda la región. Un año después de la misma, se colocó en el Hospital de Treviso una placa con la siguiente inscripción: «A la hermana Bertila Boscardin, alma escogida y de bondad heroica, quien durante varios años alivió como un ángel el sufrimiento humano en este hospital». El pueblo empezó a acudir a la tumba de la religiosa. Sus restos fueron trasladados a Vicenza con motivo de la introducción del proceso de beatificación.
María Bertila fue beatificada en el 8 de junio de 1952, por el papa Pío XII, en presencia de algunos miembros de su familia y de varios pacientes a los que había asistido. El papa Juan XXIII la canonizó el 11 de mayo de 1961. Su fiesta se celebra el 20 de octubre y sus restos se veneran en la capilla de la casa madre de las Hermanas de Santa Dorotea de Vicenza.